# Didymella mycopappi
Didymella mycopappi är en svampart som först beskrevs av A. Funk & Dorworth, och fick sitt nu gällande namn av Crous 1998. Didymella mycopappi ingår i släktet Didymella, ordningen Pleosporales, klassen Dothideomycetes, divisionen sporsäcksvampar och riket svampar.   Inga underarter finns listade i Catalogue of Life.